# Maria Elisabeth Müller
Maria Elisabeth Müller (* 14. März 1963 in Hannover) ist eine deutsche Sozialwissenschaftlerin, Bibliothekarin und seit 2006 Direktorin der Staats- und Universitätsbibliothek Bremen. 

## Beruflicher Werdegang
Während ihrer Tätigkeit als Bibliotheksassistentin (1985–1997) an der damaligen Niedersächsischen Landesbibliothek  studierte Maria Elisabeth Müller Sozialwissenschaften an der Universität Hannover. Anschließend absolvierte sie im Rahmen eines Referendariats (1997–1999) am BIS Oldenburg und an der FHBD Köln die Ausbildung zur wissenschaftlichen Bibliothekarin. 
1999 war sie an der Universitätsbibliothek Göttingen wissenschaftliche Mitarbeiterin im Projekt „Meta-Lib“ der Deutschen Forschungsgemeinschaft und erarbeitete unter dem Begriff Metadaten Grundlagen eines Regelwerks zur Beschreibung von Informationsressourcen in elektronischen Systemen.
2000 übernahm sie die Leitung der Bibliothek der Universität Hildesheim und baute die digitale Unibibliothek auf. Weitere Schwerpunkte setzte sie in der Organisations- und Personalentwicklung sowie im Einsatz betrieblicher Steuerungselemente. Mit dieser Thematik hatte sie sich Im Rahmen ihrer Assessorarbeit unter dem Titel „Die Veränderungen managen: Zu Personalentwicklungsprozessen in wissenschaftlichen Bibliotheken im Rahmen des Neuen Steuerungsmodells“ eingehend befasst.
2006 wurde sie Direktorin der Staats- und Universität Bremen.  Seit 2019 werden hier zu den Prüfungsphasen im Winter und Sommer erweiterte Öffnungszeiten an den Wochenenden erprobt.
Ein weiteres Projekt sind die Digitalisierung und der Originalerhalt im Hinblick auf die Bremer Sammlung der mittelalterlichen Handschriften. Die Sammlung wird als von der Deutschen Forschungsgemeinschaft finanziertes Projekt in Zusammenarbeit mit der Herzog-August-Bibliothek Wolfenbüttel vollständig digitalisiert. Die digitale Sammlung wird nicht nur über die Homepage der SuUB Bremen abrufbar sein, sondern ist auch im Handschriftenportal verzeichnet.

## Bibliothekspolitische Aktivitäten
- Von 2000 bis 2006 war sie im Leitungsgremium des Niedersachsen-Konsortiums[3]
- Ab 2003 war sie Sprecherin des Fachbeirats des Gemeinsamen Bibliotheksverbunds (GBV)[3]
- Ab 2004 war sie Vertreterin der wissenschaftlichen Bibliotheken Niedersachsens im Berufsbildungsausschuss[3]
- 2008 wurde sie in den Ausschuss für wissenschaftliche Bibliotheken und Informationssysteme der Deutschen Forschungsgemeinschaft (DFG) berufen[7]
- Von 2016 bis 2022 war sie geschäftsführende Vorsitzende des Vorstands des Bremischen Bibliotheksverband e. V.[8]

## Veröffentlichungen (Auswahl)
- mit Daniel Schmidt-Brücken: Der Bremer Bandkatalog „Kolonialwesen“. De Gruyter, 2017, ISBN 3110376253, 9783110376258.
- mit Regine Schmolling, Anke Winsmann und Uwe Staroske: Bremens Wissenskosmos 350 + 1. Staats- und Univ.-Bibliothek, 2011.
- als Hrsg. mit Thomas Elsmann und Uwe Staroske: Vom Katharinen-Kloster zum Hochschul-Campus: Bremens wissenschaftliche Literaturversorgung seit 1660. Festschrift zum 350 jährigen Jubiläum der Staats- und Universitätsbibliothek Bremen. Edition Temmen, Bremen 2010, ISBN 978-3-8378-1018-9.